# Pisica Verde
Pisica Verde este un film românesc din 2019 produs de Timișoara Film Society și regizat de Narcis Constantinescu, lansat în 2019 și câștigător al Premiului IPIFF (pentru cel mai bun film de ficțiune) la IPIFF 2019. Filmul are loc într-o realitate alternativă și fictivă, bazată pe orașul Timișoara, Povestea urmărește un faimos detectiv revenind de la pensionare pentru rezolvarea unui ultim caz, un caz personal cu o complexitate aparte.
O simplă seară de sâmbătă care a schimbat viețile a șase adolescenți pentru totdeauna, punerea cap la cap a pieselor de puzzle scoate la suprafață adevărul.

## Distribuție
- Romeo Ioan - Detectivul
- Bianca Diaconu - Bianca
- Raul Andrici - Dani
- Ștefania Marinescu - Roxana
- Andrei Iurcu - Robert
- Daniel Tulbure - Boogie
- Mara Baboianu - Flori

## Distribuție completă
- Un produs realizat de - Timișoara Film Society
- Producător - Bogdan Pătruică
- Regizat - Narcis Constantinescu
- Director de imagine - Ovidiu Roteliuc
- Asistenți Director de imagine - Mario Farkaș , Ciprian Dan Bilencu , Robert Stanca
- Lumini - Alexandru Geru , Valentin Solomie
- Scenariu - Elise Wilk , Ovidiu Roteliuc , Narcis Constantinescu , Ionuț Iova
- Coloană Sonoră - Seian Scorobete
- Montaj - Narcis Constantinescu , Ovidiu Roteliuc
- Sunet - Lukinich Attila , Cosmin Mîrza , Seian Scorobete , Ovidiu Roteliuc , Narcis Constantinescu
- Muzică - Ella Jebelean , Lukinich Attila
- PR - Diana Farca
- Machiaj - Alisa Roteliuc
- Costume - Lucian Enasoni
- Casting - Romeo Ioan
- Behind the Scenes Foto - Mario Farkaș , Cristina Roteliuc
- Behind the Scenes Video - Mario Farkaș
- Distribuit de - Asociația Timișoara Film Society

## Producție
Filmările au avut loc în anul 2018 și s-au întins pe perioada a 3 luni, respectiv August, Septembrie și Octombrie. Filmul a fost amânat din Mai 2019 până în Octombrie 2019. Motiv fiind retragerea întregului sunet și a vocii, pentru a asigura cel mai înalt nivel de calitate. Filmul având ca bază comunicarea personajelor.

## Premii
- Premiul special al juriului, IPIFF 2019, pentru categoria de ficțiune Indie, Timișoara Film Society pentru filmul „Pisica Verde”.[1] [2]

## Incidente
Raul Andrici, un tânăr actor care îl interpretează pe Dani în filmul românesc „Pisica Verde”, realizat de Timișoara Film Society a fost înjunghiat la cinema în timp ce viziona filmul în care joacă rolul unui psihopat. Actorul Raul Andrici a mers la film în seara zilei de luni, 21 octombrie, împreună cu vărul său, la Cinema City, la centrul comercial Shopping City Timișoara. La sfârșitul filmului, conform scenariului, personajul lui Raul Andrici va sufoca o fată. "Am văzut filmul de multe ori, dar am vrut să merg și cu vărul meu. În spatele nostru erau doi tipi. Unul dintre ei vorbea pe întregul film. Dar vorbea prost, spunea tot felul de lucruri. Filmul are 80 de minute. și până în minutul 60 nu am putut rezista și i-am cerut să facă liniște, că mai este un pic din film. Apoi a venit la mine, m-a împins, dar lucrurile păreau să se calmeze. A mers la loc. Dar după două-trei minute a venit din nou și a încercat să mă înjunghie în gât. Am folosit brațul pentru a mă apăra ", spune Raul Andrici.